# Ilex aculeolata
Ilex aculeolata är en järneksväxtart som beskrevs av Takenoshin Nakai. Ilex aculeolata ingår i släktet järnekar, och familjen järneksväxter. Inga underarter finns listade i Catalogue of Life.